# Shyqyri Rreli
Shyqyri Rreli (Tirana, 1930. május 18. – 2019. december 31.) válogatott albán labdarúgó, középpályás, edző. Az albán válogatott szövetségi kapitánya (1982–1985, 1988–1989).

## Pályafutása

### Klubcsapatban
1948-ban az Erzeni, 1949 és 1952 között a Puna Tirana, 1953 és 1962 között a Dinamo Tirana labdarúgója volt. A Dinamóval négy bajnoki címet és három albánkupa-győzelmet ért el.

### A válogatottban
1957-ben egy alkalommal szerepelt az albán válogatottban. 

### Edzőként
1961 és 1968 között a Petro Nini Luarasi csapatánál kezdte edzői pályafutását, majd a Shkëndija Tiranë ifjúsági illetve A-csapatának a szakmai munkáját irányította. 1972 és 1982 között az albán U21-es válogatott, 1982 és 1985 között az albán válogatott szövetségi kapitánya volt. 1987 és 1990 között a 17 Nëntori vezetőedzője volt és két bajnoki címet nyert az együttessel. Ezzel egyidőben, 1988–89-ben ismét a válogatott szövetségi kapitányaként is működött. 1993-ban a Teuta, 1994 és 1998 között a KF Albanët, 1995-ben a Shkumbini csapatainál tevékenykedett.

## Sikerei, díjai

### Játékosként
Dinamo Tirana
- Albán bajnokság
  - bajnok (4): 1953, 1955, 1956, 1960
- Albán kupa
  - győztes (3): 1953, 1954, 1960

### Edzőként
17 Nëntori
- Albán bajnokság
  - bajnok (2): 1987–88, 1988–89